# Charly (Cher)
Charly település Franciaországban, Cher megyében. Lakosainak száma 235 fő (2022. január 1.). Charly Blet, Cornusse, Ourouer-les-Bourdelins, Sagonne, Vereaux és Osmery községekkel határos.

## Népesség
A település népességének változása:
| Lakosok száma | 364  | 272  | 252  | 233  | 252  | 253  | 249  | 246  | 246  | 235  |
|               | 1968 | 1982 | 1990 | 2006 | 2013 | 2015 | 2017 | 2019 | 2020 | 2022 |